# 허드슨 밸리

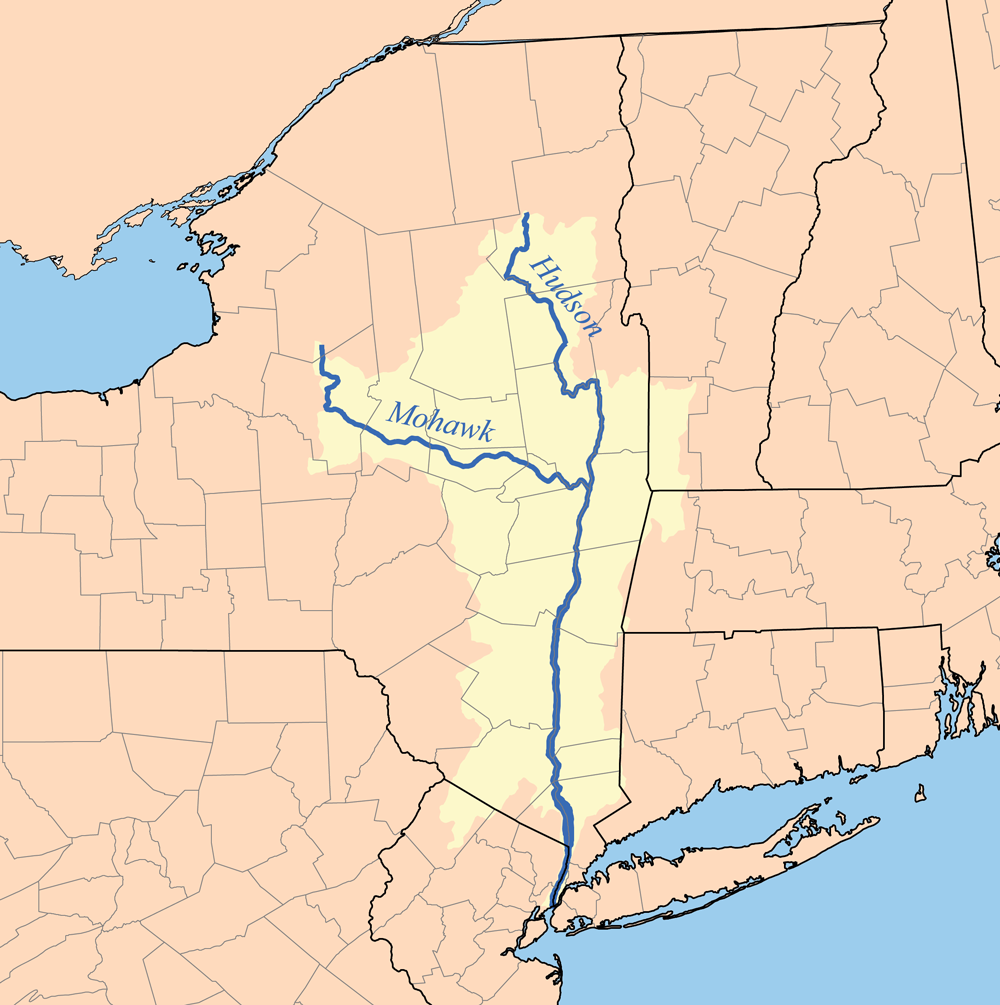
허드슨 밸리

허드슨 밸리(Hudson Valley)는 허드슨강에서 형성되는 계곡이다. 올버니와 트로이가 인접해있다.